# ورزشگاه شهدای سیمرغ
ورزشگاه شهدای سیمرغ یک ورزشگاه فوتبال در روستای زیارکلا در نزدیکی شهر کیاکلا، ایران است.
این ورزشگاه که در سال ۱۳۹۴ تأسیس شده دارای ۵٬۰۰۰ نفر ظرفیت می‌باشد.